# Novi fosili
Novi fosili – chorwacki zespół muzyki pop, powstały w byłej Jugosławii.

## Historia
Grupa zawiązała się w Zagrzebiu w 1969 r. Pierwszy sukces odniosła w 1976, kiedy kompozytor Rajko Dujmić dołączył do zespołu. W tym samym roku zespół występował na festiwalu w Splicie, po którym ich utwór Diridonda stał się krajowym hitem. Następne albumy sprzedały się w milionach egzemplarzy, i obfitowały w utwory do dziś grane przez radiostacje w Chorwacji. Piosenkarka Đurđica Barlović, została zastąpiona w 1984 roku przez Sanję Doležal. Wokalistami w zespole byli Vladimir Kočiš Zec oraz Rajko Dujmić.
W 1987 zespół reprezentował Jugosławię na Konkursie Piosenki Eurowizji z piosenką Ja sam za ples, z którą zajęli 4. miejsce zdobywając 92 punkty.

## Dyskografia

### Albumy studyjne
- Nedovršene priče (Jugoton, 1980)
- Budi uvijek blizu (Jugoton, 1981)
- Za djecu i odrasle (Jugoton, 1982)
- Poslije svega (Jugoton, 1983)
- Tvoje i moje godine (Jugoton, 1985)
- Za dobra stara vremena (Jugoton, 1986)
- Dijete sreće (Jugoton, 1987)
- Nebeske kočije (Jugoton, 1988)
- Obriši suze, generacijo (Jugoton, 1989)
- Djeca ljubavi (Jugoton, 1990)
- Druge godine (Croatia Records, 1995)
- Bijele suze padaju na grad (Croatia Records, 1996)
- Pričaj mi o ljubavi (Croatia Records, 1998)
- Jesen (Croatia Records, 1999)
- The Platinum Collection Novi fosili (Croatia Records, 2006)
- Kad Bog sve zbroji (album ukaże się jesienią 2010)

### Kompilacje
- Hitovi sa singl ploča (Jugoton, 1981)
- Volim te od 9 do 2 (i drugi veliki hitovi) (Jugoton, 1983)
- Poziv na ples (Jugoton, 1987)
- Najbolje godine (Croatia Records, 1993)
- Ljubav koja nema kraj vol. 1 (Croatia Records, 1998)
- Ljubav koja nema kraj vol. 2 (Croatia Records, 1998)
- Za dobra stara vremena 2005 (Croatia Records, 2005)

### Single
- Kad Naš Brod Plovi / Simpatija (Jugoton, 1971)
- Mladost Moga Grada / Barbara (Diskos, 1971)
- Noćas Ću Ti Reći, Draga / Ne Želim Znati (Jugoton, 1971)
- Sjedi Ćiro Na Vrh Grane / Sanjaj, Marela (Jugoton, 1971)
- Karamela / Margarita (Jugoton, 1972)
- Leptiri / Najdraža (Jugoton, 1972)
- Kad Milivoj Zasvira Rokenrol / Uspavanka (Jugoton, 1973)
- Es Liegt An Dir / Margarita (AMIGA, 1974)
- Moj Pas Reks / Ne Pričaj Tu Priču (Jugoton, 1975)
- Rozamunda / Za Tvoju Ljubav (Jugoton, 1975)
- Plovi Mala Barka / Dok Me Čekaš (Jugoton, 1976)
- Kuca Moje Srce / Vrijeme Mladosti (Jugoton, 1977)
- Split 77 (Jugoton, 1977)
- Tko Visoko Diže Nos / Sanjaj Me (Jugoton, 1977)
- Da Te Ne Volim / Kad Godine Prođu (Jugoton, 1978)
- Neka Vali Gingolaju Svoje Barke / Lastavice Mala (Jugoton, 1978)
- Sama (Jugoton, 1978)
- Moj Svijet Bez Tebe / Nikog Nema Da Mu Kažem (Jugoton, 1979)
- Ne Oplakuj Nas, Ljubavi / Sklopi Oči (Jugoton, 1979)
- Reci Mi Tiho, Tiho / Sretan Praznik, Stara Moja (Jugoton, 1979)
- Tajna / Ne Valja Ti To Što Činiš (Jugoton, 1979)
- Nemaš Više Vremena Za Mene / Najdraže Moje (Jugoton, 1980)
- Čuješ Li Me, Je l' Ti Drago / Pomorska Večer (Jugoton, 1980)
- Oko Moje / I Remember (Jugoton, 1981)
- Ja Sam Šef / Saša (Jugoton, 1982)
- Sacha / Say Hey, Wait Don't Go Yet (Monopole, 1988)